# Telle
Une telle, ou tèle, est une terrine en grès de forme conique tronquée, vernissée à l'intérieur. Très évasé, ce récipient offre une grande ouverture pour une base réduite. Son col est doté d'un ou deux becs verseurs.

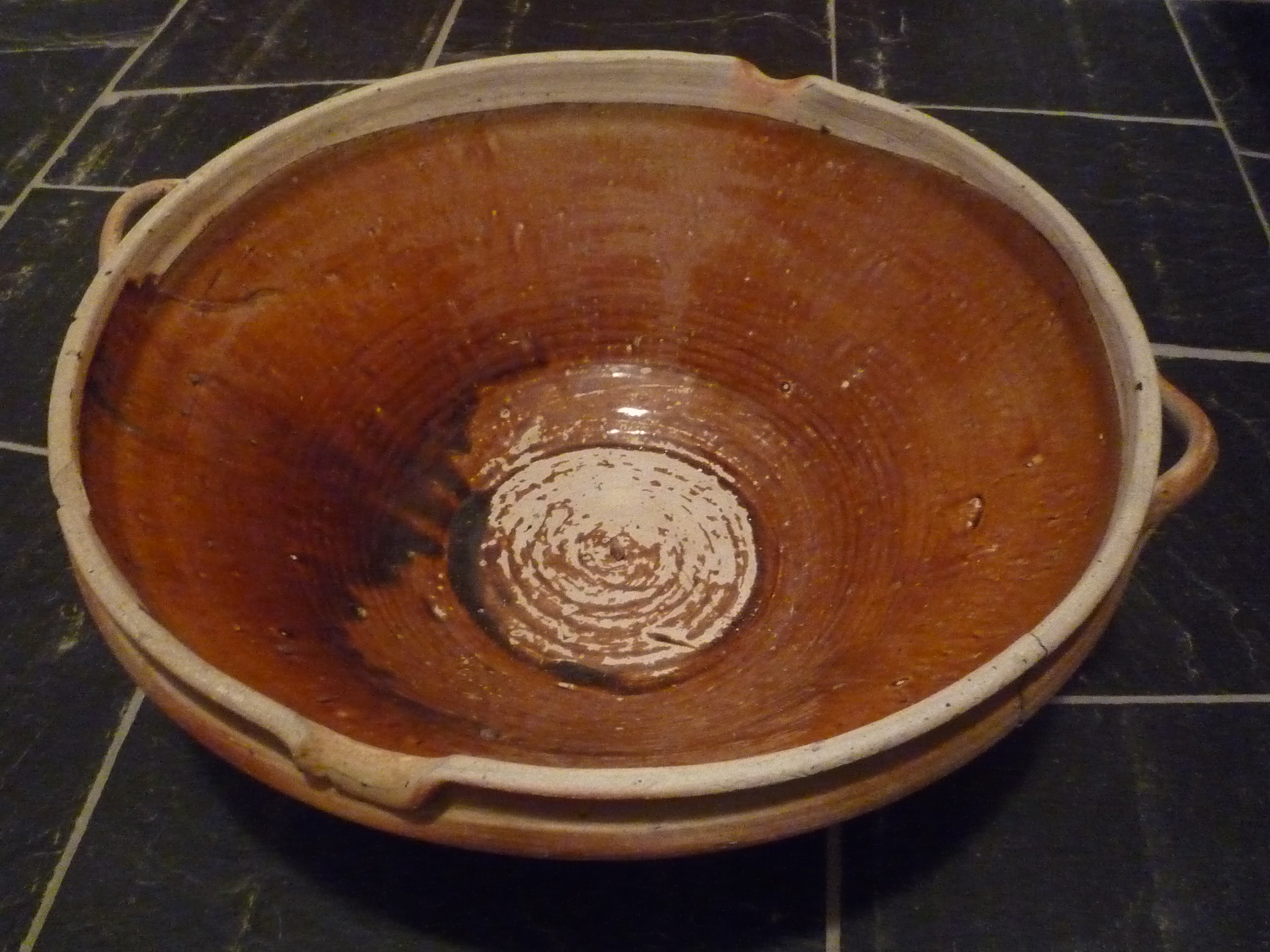
Une telle d'un diamètre de 48 cm.

Sa forme est très proche de la cassole (utilisée pour la cuisson du cassoulet), mais l'usage est très différent. En effet, la telle, parfois appelée crémeuse, était utilisée pour la séparation de la crème du lait. Ce récipient reçoit le lait après la traite et après filtration sommaire à travers un linge. Après quelque temps la crème, plus légère, remonte en surface, c'est pourquoi la surface est très large par rapport à la base.
Après versement très lent de la telle, la crème est mise à épaissir dans un pot à crème, en grès, que l'on couvrira d'une étamine et que l'on gardera dans un cellier frais. Un peu de crème ancienne laissée au fond facilitera le mûrissement de la crème. Quelques jours plus tard peut commencer le barattage.
Dorénavant, l'obtention de la crème par décantation dans une telle est favorablement remplacée par la centrifugation dans une écrémeuse. Cette mécanisation date de l'entre deux guerres, selon les régions.

## Référence
1. ↑  Jean-Yves Vincent, Au rythme des fléaux, Westhoek Éditions, 1982, p. 136 et 158.